# نهر أكان-بورلوك
نهر أكان-بورلوك (بالإنجليزية: Akan-Burluk River)‏ هو أحد أنهار جمهورية كازاخستان.